# Maladies
Maladies è un film del 2012 diretto da Carter.
Film drammatico sceneggiato dal regista Carter, che è anche tra gli interpreti mentre il protagonista è James Franco
È stato presentato nel 2013 al Festival internazionale del cinema di Berlino e al SXSW film festival di Austin.

## Trama
New York, 1963. James, Catherine e Patricia, ognuno a modo suo, hanno dei problemi di salute mentale. Il primo, un giovane attore di successo al quale è stata diagnosticata una rara patologia mentale, decide di abbandonare la propria carriera, relegando se stesso ad una cronica insicurezza e un dialogo con la propria mente che si illude possa portare ad uno sfogo creativo e letterario. La seconda cerca soddisfazione nella pittura e nel vestirsi da uomo, l'ultima parla raramente e sembra ignorare ciò che le è intorno.